# Rhamnus triquetra
Rhamnus triquetra là một loài thực vật có hoa trong họ Táo. Loài này được (Wall.) Brandis miêu tả khoa học đầu tiên năm 1874.